# Arganotus
Genre
Arganotus est un genre d'opilions laniatores de la famille des Samoidae.

## Distribution
Les espèces de ce genre se rencontrent au Mexique, au Guatemala et à Haïti.

## Liste des espèces
Selon World Catalogue of Opiliones (12/10/2021) :
- Arganotus macrochelis (Goodnight & Goodnight, 1953)
- Arganotus robustus Šilhavý, 1979
- Arganotus strinatii Šilhavý, 1979

## Étymologie
Ce genre est nommé en l'honneur de Roberto Argano.

## Publication originale
- Šilhavý, 1977 : « Further cavernicolous opilionids from Mexico. Subterr. fauna of Mexico, 3. » Quaderni dell'Accademia Nazionale dei Lincei, vol. 171, p. 219–233.